# Amy Stanley
Amy Stanley é uma historiadora americana especialista no Japão moderno. Em 2007, Stanley começou a lecionar no Departamento de História da Universidade Northwestern em Evanston, Illinois, onde leciona cursos de graduação e pós-graduação sobre história japonesa, história global e história da mulher. Ela mais conhecida por seu livro Strangers in a Shogun City: A Japanese Woman and Her World, que recebeu o National Book Critics Circle Award e o PRÊMIO PEN/Jacqueline Bograd Weld de biografia, e foi finalista do Prêmio Baillie Gifford e do prêmio Pulitzer de biografia ou autobiografia.

## Carreira acadêmica
Stanley recebeu seu Bacharelado pela Universidade de Harvard em Estudos do Leste Asiático em 1999 e seu PhD em Línguas e Civilizações da Ásia Oriental de Harvard em 2007. Em 2007, 2007, tornou-se professora de História de Wayne V. Jones II na Universidade northwestern.

### Assédio e controvérsia
Ela tem recebido assédio de comunidades japonesas de direita na internet (comumente conhecidas como netto uyoku ネのの翼, ou neto uyo ネ000 para abreviar) e estudiosos de direita japoneses e coreanos devido a suas críticas sobre como a polêmica questão das mulheres de conforto coreanas da Segunda Guerra Mundial tem sido escrita por acadêmicos. Ao lado de Hannah Shepherd, da Universidade de Cambridge, Sayaka Chatani, da Universidade Nacional de Cingapura, David Ambaras, da Universidade Estadual da Carolina do Norte, e Chelsea Szendi Schieder, da Universidade De Aoyama Gakuin, Stanley foi um dos cinco estudiosos de estudos japoneses que postaram uma refutação crítica contra as afirmações de J. Mark Ramseyer no The Asia Pacific Journal intitulado "'Contratação para sexo na Guerra do Pacífico': O Caso de Retratação por motivos de má conduta acadêmica." Como resultado, Stanley também declarou que ela foi alvo de "ameaças.”

## Vida pessoal
Stanley atualmente vive em Evanston, Illinois com seu marido, dois filhos e cachorro. Seus hobbies incluem cerâmica, leitura e aprendizado sobre figuras históricas do século XIX.
O interesse de Stanley no Japão foi despertado pela primeira vez quando ela interagiu com estudantes japoneses de pós-doutorado que trabalharam ao lado de seu pai nos Institutos Nacionais de Saúde em Bethesda, Maryland. Stanley não começou a aprender japonês até que ela começou seu ensino pós-secundário na Universidade de Harvard. Sob a orientação de seu conselheiro Harold Bolitho, ela foi encorajada a prosseguir sua pesquisa no Japão moderno.

## Publicações
Toda a publicação pode ser acessada através do currículo de Stanley no site da Universidade Northwestern aqui.

### Livros
- Stanley, Amy (2012). Selling Women: Prostitution, Markets, and the Household in Early Modern Japan. [S.l.]: University of California Press. ISBN 978-0520270909
- Stanley, Amy (2020). Stranger in the Shogun's City: A Japanese Woman and Her World. [S.l.]: Scribner. ISBN 978-1501188527

### Artigos científicos
- “‘Contracting for Sex in the Pacific War’: The Case for Retraction on the Grounds of Academic Misconduct,” with Hannah Shepherd, Sayaka Chatani, David Ambaras, and Chelsea Szendi Scheider. The Asia-Pacific Journal (March 2021).
- “Maidservants’ Tales: Narrating Domestic and Global History, 1600-1900.” The American Historical Review Vol. 121, No. 2 (April 2016): 437-460.
- “Enlightenment Geisha: The Sex Trade, Education, and Feminine Ideals in Early Meiji Japan.” The Journal of Asian Studies Vol. 72, No. 3 (2013): 539-562.
- “Adultery, Punishment, and Reconciliation in Tokugawa Japan,” The Journal of Japanese Studies Vol. 3, No. 2 (2007): 309-335.

### Periódicos
- “Writing the History of Sexual Assault in the #MeToo Era,” Perspectives on History: The Newsmagazine of the American Historical Association (November 2018): 18-20.
  - *Republished in Slate 10/1/18 link para o artigo

### Podcasts e entrevistas
- Baillie Gifford Podcast (Episódio 5)
- Asian Review of Books Podcast
- Meiji at 150 Podcast
- New Books in East Asian Studies Podcast

## Prêmios e reconhecimentos
- NEH Faculty Fellowship, 2015-16.
- WCAS Distinguished Teaching Award. 2012.
- For Stranger in the Shogun's City: A Japanese Woman and Her World:
  - Winner of the National Book Critics’ Circle Award in Biography, 2021[13]
  - Winner of the PEN/Jacqueline Bograd Weld Award for Biography, 2021[14]
  - Finalist for the Pulitzer Prize in Biography, 2021[15]
  - Shortlisted for the Baillie Gifford Prize, 2020[16]